# Cưỡi trên con ngựa vàng
Cưỡi trên con ngựa vàng (tiếng Nga: Всадник на золотом коне) là bộ phim điện ảnh Liên Xô, năm 1980, do Victor Vitkovich viết kịch bản và Vasily Zhuravlev đạo diễn. Bộ phim dựa theo các câu chuyện dân gian vùng Bashkir - nam Uran. Sau khi phim công chiếu đạo diễn Vasili Zhuravlev giành giải thưởng Salavat Yulayev của nước cộng hòa XHCN Xô viết tự trị Bashkir năm 1981.
Phim kể về các anh hùng chiến thắng phù thủy, thuộc đề tài cổ tích thần thoại.

## Diễn viên
- Fidan Gafarov... Altynduga
- Irina Malysheva... Hay
- Ilshat Yumagulov
- Husain Kudashev
- Pyotr Glebov
- Nina Agapova... Myasekay
- Tansulpan Babicheva
- Paul Winnick
- Hamid (Hamidullah) Yarullin... người cao tuổi
- Alexander Kuritsyn (III)... Tashpash
- Hamit Shamsutdinov